# Castera Bazile
Pour les articles homonymes, voir Bazile.
Castera Bazile est un peintre et graveur haïtien né le 7 octobre 1923 à Jacmel et mort le 27 février 1966 à Port-au-Prince.

## Biographie
Employé au Centre d'art de Port-au-Prince, il y découvre la peinture et commence à peindre en 1945. En 1950, il est l’auteur de plusieurs peintures murales dans la cathédrale Sainte-Trinité de l’Église épiscopale à Port-au-Prince, où travaillèrent également Philomé Obin, Préfète Duffaut, Toussaint Auguste, Rigaud Benoit et Wilson Bigaud. La cathédrale a été détruite lors du séisme de janvier 2010. Castera Bazile avait peint l'Ascension (dans l'abside), le Baptême de Jésus et Jésus chassant les marchands du temple (dans le transept nord).
Ses œuvres sont dans les collections de plusieurs musées : le Musée d'Art Haïtien du Collège Saint-Pierre à Port-au-Prince, le Davenport Museum of Art (Iowa), le Milwaukee Museum of Art, et le Museum of Modern Art de New York.